# Estratégia naval
A estratégia naval é o planejamento e a condução da guerra no mar, o equivalente naval da estratégia militar em terra.
A estratégia naval, e o conceito relacionado de estratégia marítima, diz respeito à estratégia geral para alcançar a vitória no mar, incluindo o planejamento e a condução de campanhas , o movimento e a disposição das forças navais pelas quais um comandante garante a vantagem de lutar em um local conveniente para mesmos, e o engano do inimigo. As táticas navais lidam com a execução de planos e manobras de navios ou frotas em batalha.

## Princípios
Os grandes objetivos de uma frota na guerra devem ser manter a costa de seu próprio país livre de ataques, assegurar a liberdade de seu comércio e destruir a frota inimiga ou confiná-la ao próprio porto. O primeiro e o segundo desses objetivos podem ser alcançados pela realização bem-sucedida do terceiro – a destruição ou paralisia da frota hostil. Diz-se que uma frota que assegura a liberdade de suas próprias comunicações contra ataques tem o comando do mar.
A estratégia naval é fundamentalmente diferente da estratégia militar terrestre. No mar não há território para ocupar. Para além da pesca e, mais recentemente, dos campos petrolíferos na costa, não há bens económicos que possam ser negados ao inimigo nem recursos que uma frota possa explorar. Enquanto um exército pode viver da terra, uma frota deve confiar em qualquer suprimento que carregue consigo ou possa ser trazido para ela.

## Origens

### Torrington e a esquadra em potência
O almirante britânico, o conde de Torrington, supostamente originou a expressão esquadra em potência ("fleet in being"). Diante de uma frota francesa claramente superior no verão de 1690 durante a Guerra da Grande Aliança, Torrington propôs evitar a batalha, exceto em condições muito favoráveis, até a chegada de reforços. Ao manter sua frota, ele impediria que os franceses ganhassem o comando do mar, o que lhes permitiria invadir a Inglaterra. Embora Torrington tenha sido forçado a lutar na Batalha de Beachy Head (junho de 1690), a vitória francesa deu a Paris o controle do Canal da Mancha por apenas algumas semanas. 

### Introdução da "guerra ao comércio"
Em meados da década de 1690, corsários dos portos franceses do Atlântico, particularmente St. Malo e Dunquerque, eram uma grande ameaça ao comércio entre o Reino Unido e a Holanda. A ameaça obrigou o governo inglês a desviar navios de guerra para a defesa do comércio, como escoltas de comboios e cruzadores para caçar os corsários. Na França, o sucesso dos corsários contra o esforço de guerra anglo-holandês estimulou uma mudança gradual do emprego dos navios de guerra reais como frotas de batalha (guerre d'escadre) para o apoio à guerra ao comércio (guerre de course). Os comboios aliados apresentavam grandes alvos para esquadrões de ataque ao comércio. O resultado mais dramático dessa mudança foi o ataque do conde de Tourville ao comboio dos aliados de Esmirna em 17 de junho de 1693. 
A desvantagem da guerra ao comércio quando adotada como uma estratégia de frota de batalha, e não apenas por navios menores, é que ela deixa o comércio do próprio país indefeso. Esquadrões de ataque isolados também são vulneráveis à derrota se o inimigo enviar esquadrões maiores em perseguição, como aconteceu com Leissegues na Batalha de San Domingo em 1806 e Von Spee na Batalha das Ilhas Malvinas em 1914.

### Hawke, St. Vincent e o bloqueio de proximidade
Até depois do final do século XVII era considerado impossível, ou pelo menos muito temerário, manter os grandes navios fora do porto entre setembro e maio ou junho. Portanto, a vigilância contínua de um inimigo pelo bloqueio dos seus portos estava além do poder de qualquer marinha. Portanto, também, como uma frota inimiga poderia estar no mar antes de ser detida, os movimentos das frotas estavam muito subordinados à necessidade de fornecer comboios para o comércio. Só em meados do século XVIII o bloqueio contínuo foi realizado pela primeira vez por Sir Edward Hawke em 1758-1759, e depois levado à perfeição pelo conde St Vincent e outros almirantes britânicos entre 1793 e 1815.

## Desenvolvimento
Foi apenas no final do século XIX que as teorias da estratégia naval foram codificadas pela primeira vez, embora estadistas e almirantes britânicos a praticassem há séculos.

### Influência de Mahan
O capitão e mais tarde contra-almirante, Alfred Thayer Mahan (1840-1914) foi um oficial naval americano e historiador. Influenciado pelos princípios de estratégia de Jomini, ele argumentou que nas próximas guerras, o controle do mar daria o poder de controlar o comércio e os recursos necessários para travar a guerra. A premissa de Mahan era que nas disputas entre a França e a Grã-Bretanha no século XVIII, a dominação do mar através do poder naval era o fator decisivo no resultado e, portanto, o controle do comércio marítimo era secundário à dominação na guerra. Na visão de Mahan, um país obtinha o "comando do mar" concentrando suas forças navais no ponto decisivo para destruir ou dominar a frota de batalha do inimigo. Em seguida viriam o bloqueio de portos inimigos e a interrupção das comunicações marítimas do inimigo. Mahan acreditava que o verdadeiro objetivo de uma guerra naval era sempre a frota inimiga.
Os escritos de Mahan foram altamente influentes. Seus livros mais conhecidos, The Influence of Sea Power upon History, 1660–1783 (A influência do poder naval na história), e The Influence of Sea Power upon the French Revolution and Empire, 1793–1812 (A influência do poder naval na Revolução Francesa e no Império Francês), foram publicados em 1890 e 1892, respectivamente, e suas teorias contribuíram para as corridas armamentistas navais entre 1898 e 1914.
Theodore Roosevelt, ele próprio um historiador consumado da história naval da Guerra de 1812,  seguiu de perto as ideias de Mahan. Ele os incorporou à estratégia naval americana quando serviu como secretário adjunto da Marinha em 1897-1898. Como presidente, 1901-1909, Roosevelt tornou prioridade a construção de uma frota de combate de classe mundial, enviando sua "frota branca" ao redor do mundo em 1908-1909 para garantir que todas as potências navais entendessem que os Estados Unidos eram agora um ator naval importante. A construção do Canal do Panamá foi projetada não apenas para abrir o comércio do Pacífico para as cidades da Costa Leste, mas também para permitir que a nova Marinha se movesse de um lado para o outro do mundo.

### Os irmãos Colomb
Na Grã-Bretanha, o capitão John H. Colomb (1838-1909) argumentou em uma série de artigos e palestras que a marinha era o componente mais importante da defesa nacional; seu irmão, o almirante Phillip Colomb (1831-1899), procurou estabelecer a partir da história regras gerais aplicáveis à guerra naval moderna em sua Guerra Naval (1891). Mas seus escritos não alcançaram a fama de Mahan.

### Princípios de Corbett
Sir Julian Corbett (1854-1922) foi um historiador naval britânico que se tornou professor no Colégio Real de Guerra Naval na Grã-Bretanha. Ele diferia de Mahan ao colocar muito menos ênfase na batalha de frotas. Corbett enfatizava a interdependência da guerra naval e terrestre e tendia a se concentrar na importância das comunicações marítimas em vez da batalha. A batalha no mar não era um fim em si; o objetivo principal da frota era proteger as próprias comunicações e interromper as do inimigo, não necessariamente procurar e destruir a frota do inimigo. Para Corbett, o domínio do mar era relativo e não absoluto, podendo ser categorizado como geral ou local, temporário ou permanente. Corbett definiu os dois métodos fundamentais de obter o controle das linhas de comunicação como a destruição física real ou a captura de navios de guerra inimigos.e comerciantes, e ou um bloqueio naval.  Sua obra mais famosa, Some Principles of Maritime Strategy (Alguns princípios da estratégia naval) , continua sendo um clássico.

## Impacto das Guerras Mundiais
A Primeira e a Segunda Guerra Mundial deixaram um grande impacto nas estratégias navais graças às novas tecnologias. Novas embarcações como o submarino introduziram estratégias como a guerra submarina irrestrita, e com a criação do combustível à base de petróleo, as marinhas de radar e rádio puderam atuar de forma mais eficiente e eficaz, pois conseguiam se mover mais rápido, saber onde os inimigos estavam localizados e se comunicar com facilidade.

### Mudança de combustível de carvão para o petróleo
Antes do início da Primeira Guerra Mundial, muitos navios de guerra funcionavam com carvão e trabalho braçal. Isso era muito ineficiente, mas a única maneira de alimentar esses navios na época. Metade da tripulação desses navios trabalhava para manter o carvão. O petróleo era muito mais eficiente em mão-de-obra e permitiu que se atingissem velocidades de 17 nós (31,48 km/h) em comparação aos antigos navios a vapor de 7 nós (12,96 km/h). O carvão também ocupava mais espaço nos navios. O petróleo pode ser armazenado em vários tanques, onde todos contornam um local para ser usado, ao contrário do carvão que era armazenado no navio, em várias salas e tinha várias salas de caldeiras.  O petróleo foi visto como mais eficiente. 

### Primeira Guerra Mundial
Antes da Primeira Guerra Mundial houve uma corrida armamentista naval na Europa.  Com esta corrida introduzindo muitas inovações às marinhas em toda a Europa, em 1906 os britânicos revelaram um novo navio de guerra revolucionário chamado HMS Dreadnought movido por turbina a vapor. Este navio atingiu uma velocidade de 21 nós , uma das mais rápidas da época; este navio de guerra também teve avanços no armamento que nenhuma marinha de outra nação tinha na época.  Com isso, a corrida armamentista mudou para qual nação poderia construir o máximo desses navios de guerra recém-fabricados. Com esses novos navios fortemente armados, os Aliados tiveram mais oportunidades de bloqueios nos vários teatros da guerra.  

#### Guerra submarina irrestrita
A introdução do submarino na Primeira Guerra Mundial levou ao desenvolvimento de novas armas e táticas. A frota dos alemães na época era, na opinião de algumas pessoas, a mais avançada, e foi construída por Alfred Peter Friedrich von Tirpitz. Ela consistia nos U-Boot e nos barcos de classe menor UB e UC. 
A guerra submarina irrestrita foi introduzida pela primeira vez na primeira guerra mundial pela marinha alemã.  A estratégia era afundar navios sem aviso prévio, sendo o incidente mais famoso o naufrágio do RMS Lusitania. A estratégia foi considerada controversa e muitas marinhas (especialmente os EUA) pediram à Alemanha que parasse de usar essa estratégia.  A Alemanha parou um pouco, mas voltou a usar a estratégia para atacar cargueiros britânicos que transportavam comida para que pudessem matar de fome os britânicos.  Após a retomada da estratégia, muitos países tentaram limitar completamente o uso de submarinos. A estratégia nunca foi abolida; em vez disso, outras marinhas começaram a usá-la.

#### Impacto tecnológico na Primeira Guerra Mundial

##### Rádio
O rádio foi usado pela primeira vez pela marinha na Primeira Guerra.  Naquela época, ainda estava nos primeiros estágios de uso e era difícil entender as mensagens de áudio; em vez disso, as marinhas usavam o código Morse para comunicar mensagens entre outros navios e bases navais.  Graças a essa tecnologia, as bases navais foram capazes de se comunicar sem mensageiros físicos.

### Segunda Guerra Mundial

#### Guerra submarina
Na Segunda Guerra Mundial, muitas marinhas diferentes começaram a usar a estratégia de guerra submarina irrestrita.  A primeira instância foi a Batalha do Atlântico, que foi travada entre alemães, italianos e Aliados, e a última instância foi a Guerra do Pacífico, onde os EUA atacaram o Japão.

##### Radar
O radar foi usado na Segunda Guerra Mundial por marinhas (especialmente dos EUA e Reino Unido) para detectar aviões e navios que estavam entrando na zona costeira do país e detectando objetos que passavam por suas embarcações. As marinhas usaram-no para saber onde os navios inimigos estavam antes de planejar os ataques, bem como saber quando os inimigos estavam vindo para atacar seus navios.

##### Rádio
O rádio também foi uma parte vital na comunicação de mensagens na Segunda Guerra Mundial, como fez na primeira, mas a principal diferença foi que mais marinhas tiveram acesso à tecnologia do rádio e que os militares usaram o rádio para comunicar como a guerra estava indo para o público em geral.

## Guerra moderna
Cada vez mais a estratégia naval foi fundida com a estratégia gera,l envolvendo as guerras terrestre e aérea. A estratégia naval evolui constantemente à medida que tecnologias aprimoradas se tornam disponíveis. Durante a Guerra Fria, por exemplo, a Marinha Soviética mudou de uma estratégia de lutar diretamente contra a OTAN pelo controle das águas azuis para uma defesa concentrada dos bastiões do Mar de Barents e do Mar de Okhotsk. 
Em 2007, a Marinha dos EUA juntou-se ao Corpo de Fuzileiros Navais dos EUA e à Guarda Costeira dos EUA para adotar uma nova estratégia marítima chamada Estratégia Cooperativa para o Poder Marítimo do século XXI, que elevou a noção de prevenção da guerra ao mesmo nível filosófico da condução da guerra. Ela foi apresentada pelo Chefe de Operações Navais , o Comandante do Corpo de Fuzileiros Navais e Comandante da Guarda Costeira no Simpósio Internacional do Poder Marítimo em Newport. A estratégia reconheceu os vínculos econômicos do sistema global. Qualquer interrupção devido a crises regionais – naturais ou artificiais – pode afetar negativamente a economia e a qualidade de vida dos Estados Unidos. Essa nova estratégia traçou um curso para que os três serviços marítimos dos EUA trabalhem coletivamente entre si e com parceiros internacionais para evitar que essas crises ocorram ou reajam rapidamente caso ocorram para evitar impactos negativos para os Estados Unidos. Às vezes, uma força militar é usada como medida preventiva para evitar a guerra, não para causá-la.